# Militära grader i Förenta Staternas armé under första världskriget
Militära grader i Förenta Staternas armé under första världskriget visar tjänstegrader och gradbeteckningar i den amerikanska armén under första världskriget, samt de militära gradernas svenska motsvarigheter under samma tidsperiod. Den visar också den fredstida månadslönen för varje grad före den 1 juni 1917. 

## Officerare

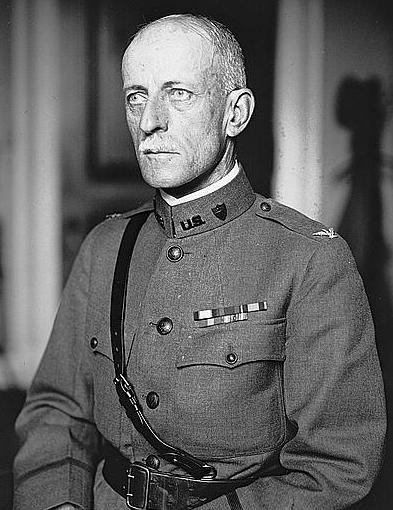
Uniform för överste i amerikanska armén under första världskriget.

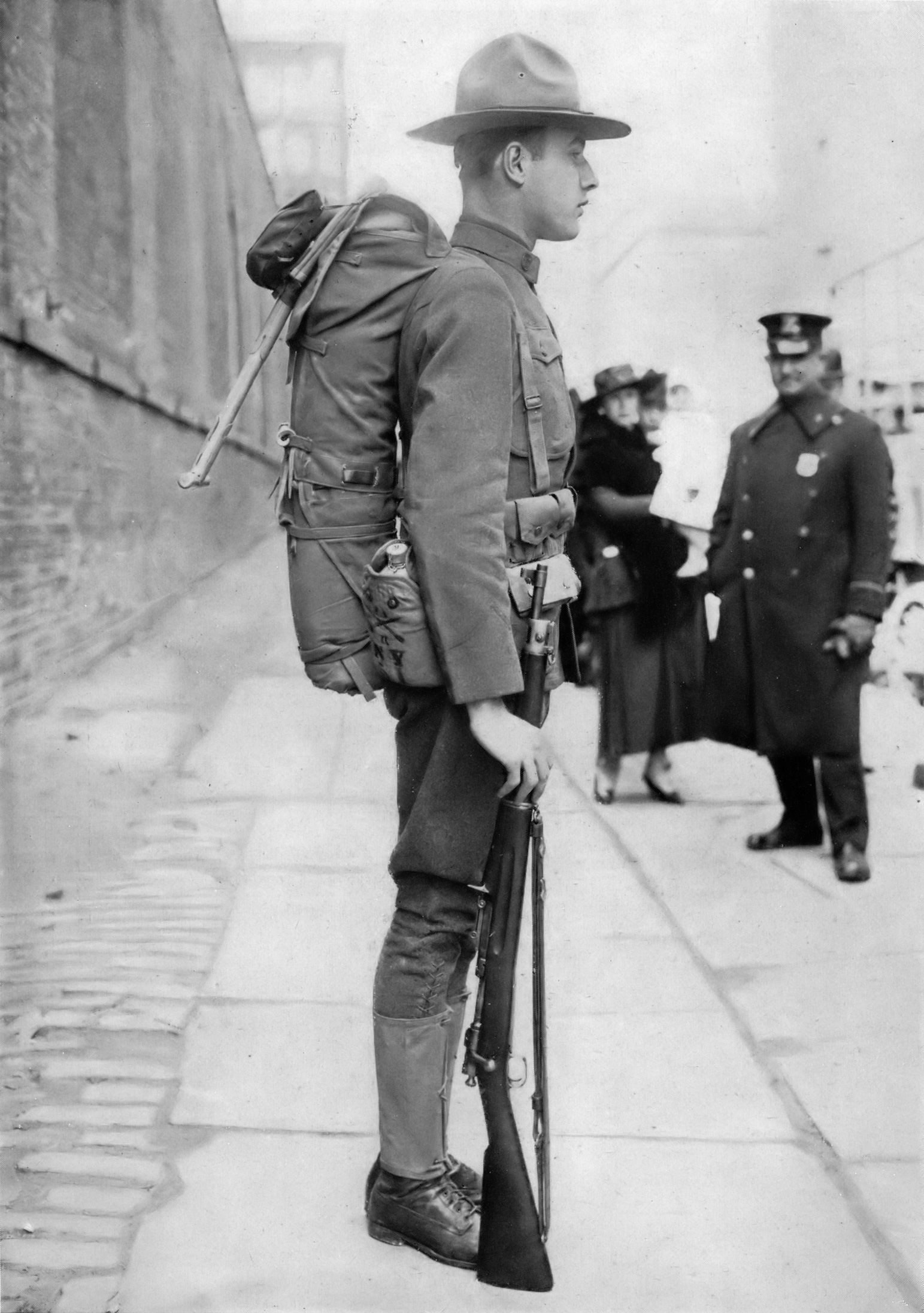
Fälutrustad amerikansk soldat i hemlandet.

Graden general of the armies infördes 1919 och John Pershing utnämndes till dess förste innehavare. Ingen särskild gradbeteckning infördes för denna grad.
| Ínförd 6 oktober 1917 | Grade 1            | Grade 2       | Grade 3           |
| --------------------- | ------------------ | ------------- | ----------------- |
|                       |                    |               |                   |
| General               | Lieutenant General | Major General | Brigadier General |
| General               | Generallöjtnant    | Generalmajor  | Generaladjutant   |
| ..                    | $ 916.87           | $ 666.67      | $ 500.00          |

| Grade 4  | Grade 5                             | Grade 6  | Grade 7  | Grade 8          | Grade 9           |
| -------- | ----------------------------------- | -------- | -------- | ---------------- | ----------------- |
|          |                                     |          |          |                  |                   |
| Colonel  | Lieutenant Colonel tilltal: Colonel | Major    | Captain  | First Lieutenant | Second Lieutenant |
| Överste  | Överstelöjtnant                     | Major    | Kapten   | Löjtnant         | Underlöjtnant     |
| $ 333.33 | $ 291.67                            | $ 250.00 | $ 200.00 | $ 166.67         | $ 141.67          |

Källa:  

## Mellan officer och underofficer
| Grade 10 | Grade 11    |
| -------- | ----------- |
|          |             |
| Cadet    | Aviator     |
| Kadett   | Fältflygare |
| ..       | $ 75.00     |

Källa:  

## Underofficerare, underbefäl och manskap
Underofficerare, underbefäl och manskap utgjorde under namnet Enlisted en enhetlig personalkategori i den amerikanska armén.
| Grade 12                       | Grade 13                       | Grade 14                       | Grade 15                     | Grade 16           | Grade 16                      | Grade 16                     | Grade 16                       | Grade 17 | Grade 18 | Grade 19            | Grade 20               |
| ------------------------------ | ------------------------------ | ------------------------------ | ---------------------------- | ------------------ | ----------------------------- | ---------------------------- | ------------------------------ | -------- | -------- | ------------------- | ---------------------- |
|                                |                                |                                |                              |                    |                               |                              |                                |          |          |                     | ingen grad- beteckning |
| Regimental Sergeant Major      | Regimental Supply Sergeant     | Battalion Sergeant Major       | First Sergeant               | Color Sergeant     | Mess Sergeant                 | Stable Sergeant              | Company Supply Sergeant        | Sergeant | Corporal | Private First Class | Private                |
| Fanjunkare regements- adjutant | Fanjunkare förråds- förvaltare | Fanjunkare bataljons- adjutant | Fanjunkare kompani- adjutant | Sergeant fanförare | Sergeant kompani- kommissarie | Sergeant stall- underofficer | Sergeant förråds- underofficer | Furir    | Korpral  | Vicekorpral         | Menig                  |
| $ 45.00                        | $ 45.00                        | $ 40.00                        | $ 45.00                      | $ 36.00            | $ 30.00                       | $ 30.00                      | $ 30.00                        | $ 30.00  | $ 21.00  | $ 18.00             | $ 15.00                |

Källa: